# Mūsīraz
Mūsīraz (persiska: موسیرز) är en ort i Iran.   Den ligger i provinsen Khorasan, i den nordöstra delen av landet, 700 km öster om huvudstaden Teheran. Mūsīraz ligger 1 486 meter över havet och antalet invånare är 217.
Terrängen runt Mūsīraz är kuperad åt sydväst, men åt nordost är den platt. Runt Mūsīraz är det mycket glesbefolkat, med 5 invånare per kvadratkilometer. Närmaste större samhälle är Sanū, 1,1 km öster om Mūsīraz. Trakten runt Mūsīraz är ofruktbar med lite eller ingen växtlighet.